# Franz Xaver Kappus
Franz Xaver Kappus (n. 17 mai 1883, Timișoara, Austro-Ungaria – d. 9 octombrie 1966, Berlin, RDG), a fost un ofițer austriac, jurnalist și scriitor de limba germană, originar din Banat. 
Între anii 1903 și 1908, în timp ce era cadet la școala militară din Sankt Pölten, i-a trimis primele sale creații literare poetului Rainer Maria Rilke, fost elev al aceleiași școli militare. Scrisorile lui Kappus către Rilke nu se mai păstrează. În schimb s-au păstrat răspunsurile lui Rilke (două venite din Franța, cinci din Italia, două din Suedia și unul din Worpswede). Aceste zece scrisori au apărut în anul 1929 reunite în volumul Briefe an einen jungen Dichter (Scrisori către un tânăr poet), care au fost reeditate de mai multe ori. În anul 1977 cartea a apărut și în traducere română, la Editura Facla din Timișoara. Traducători au fost Ulvine și Ioan Alexandru, iar postfața a fost semnată de Andreas A. Lillin.
Primele sale încercări literare au fost câteva poezii expresioniste publicate la Timișoara. 
Franz Xaver Kappus a fost în Primul Război Mondial ofițer al armatei austro-ungare. A fost inițial ofițer combatant, apoi a fost numit ofițer de presă. Pe întregul parcurs al războiului și-a continuat activitatea literară la ziarul Belgrader Nachrichten (Știrile Belgrădene). În 1918 a fost decorat cu Ordinul Franz Joseph, în grad de cavaler.
În 1918 i-a apărut romanul Die lebenden Vierzehn (Cei paisprezece supraviețuitori), publicat la editura Ullstein & Co din Berlin.
După terminarea războiului, la începutul anilor 1920, Kappus a devenit redactor la ziarul Deutsche Wacht (Straja germană), care și-a schimbat apoi titlul în Banater Tagblatt (Cotidianul bănățean). În același timp colabora la cel mai important ziar din capitala Banatului, Temeswarer Zeitung (Ziarul Timișoarei), dar și la Schwäbische Volkspresse (Presa populară șvăbească).
Cât timp a trăit la Timișoara a publicat mai multe povestiri, schițe și romane. În 1921 a apărut cea mai importantă scriere a sa, nuvela Die Peitsche im Antlitz (Biciul în obraz).
În anul 1922 a apărut romanul său Der Rote Reiter (Călărețul roșu).
În anul 1925, Kappus s-a stabilit la Berlin, unde a publicat numeroase romane de divertisment, fără mari pretenții literare. În 1935, a publicat romanul Brautfahrt um Lena (Pețitorii Lenei), în care revine asupra tematicii românești, prelucrând amintirile sale din Timișoara. 
Pornind de la romanul Der Rote Reiter, Kappus a scris scenariul pentru filmul cu același nume, realizat în 1934-1935 de regizorul german Rolf Randolf. 
După cel de-al Doilea Război Mondial, scriitorul este cofondator al Partidului Liber-Democrat din Berlin. În ultimul său roman, Flucht in die Liebe (Refugiu în dragoste), Kappus abordează și aspecte ale rezistenței antifasciste.

## Scrieri
- Im mohrengrauen Rock. Kadettenskizzen, Wien 1903
- Die Frau Marquise. Operă comică după V. Leon, 1908
- Der Lieblingskönig. Comedie, 1912 (mit K. Robitschek)
- Ihr Bild. Piesă într-un act, 1912 (împreună cu K. Robitschek)
- Ha! Welche Lust… Satire cazone, Wien 1912
- Durchs Monokel. Satire cazone, Wien und Leipzig 1913
- Blut und Eisen. Nuvele de război, Stuttgart 1916
- Das neue Gold. Satiră, 1913 (mit Siegfried Geyer)
- Die lebenden Vierzehn, Roman, Berlin 1918
- Die Peitsche im Antlitz. Geschichte eines Gezeichneten, Roman, Berlin 1918
- Der rote Reiter, Roman, Berlin 1922 (1923 und 1935 verfilmt)
- Der Mann mit den zwei Seelen, Roman, Berlin 1924
- Der Milliardencäsar, Roman, Berlin 1925
- Der Tod im Rennwagen, Roman, Berlin 1925
- Das vertauschte Gesicht, Roman, Berlin 1925
- Der Ball im Netz, Roman 1927
- Yacht Estrella verschollen, Roman, Berlin 1928
- Die Frau des Künstlers Oldenburg, 1928
- Rainer Maria Rilkes Briefe an einen jungen Dichter, Inselverlag Leipzig 1929 (editor)
- Martina und der Tänzer, Roman, Berlin und Wien 1929
- Sprung aus dem Luxuszug, Roman, Berlin 1929
- Eine Nacht vor vielen Jahren, Roman, Berlin 1930
- Menschen von abseits. Nuvele, Temeswar 1930
- Der Hamlet von Laibach, Roman, Berlin 1931
- Die Tochter des Fliegers, Roman, Berlin 1935
- Wettlauf ums Leben, Roman 1935
- Brautfahrt um Lena, Roman 1935
- Eine Yacht ist gesunken, Roman, Berlin 1936
- Was ist mit Quidam, Roman 1936
- Sie sind Viotta!  Roman, Berlin 1937
- Flammende Schatten, Roman, Berlin 1941
- Flucht in die Liebe, Roman, Berlin 1949

## Scenarii de film
- Der Rote Reiter, 1923
- Die Frau in Gold, 1926
- Les voleurs de gloire, 1926
- Der rote Reiter, 1935 (remake)
- Der Mann, dem man den Namen stahl, 1944

## Scrieri despre Franz Xaver Kappus
- Kurt Adel, Franz Xaver Kappus (1883-1966): Österreichischer Offizier und deutscher Schriftsteller, Editura Peter Lang, 2006
- William Totok, Franz Xaver Kappus între isterie de război și pacifism moderat, în: Franz Xaver Kappus, Biciul disprețului. Povestea unui stigmatizat / Die Peitsche im Antlitz. Geschichte eines Gezeichneten. Prefață, tabel cronologic și ediție bilingvă îngrijită de William Totok. Traducere din limba germană de Werner Kremm, Editura Muzeul Literaturii Române, București, 2018.